# Mean (Taylor Swift)
Mean è un singolo della cantante statunitense Taylor Swift, pubblicato il 19 ottobre 2010 come quarto estratto dal terzo album in studio Speak Now.
È entrato nella classifica statunitense all'undicesima posizione e alla seconda della classifica digitale, vendendo circa 163 000 copie in una sola settimana. Il 7 marzo 2011 è stato ripubblicato come terzo singolo radiofonico per il mercato statunitense.

## Descrizione
La canzone ha un tono ironico e irriverente, eppure amareggiato. Nel testo, Swift parla con una persona si comporta da bullo nei suoi confronti, dichiarando che un giorno se ne andrà a vivere in una città più grande, lasciandosi alle spalle tutti i soprusi di questa persona. Tra le righe, la cantautrice parla di una vicenda strettamente personale: si riferirebbe, infatti, a Bob Lefsetz, un critico che l'ha attaccata mettendone in discussione le doti canore; parere espresso, secondo Taylor, per il puro piacere di essere "cattivo" (mean, appunto).

## Video musicale
Nel video Swift interpreta il brano su un palcoscenico da recita di paese insieme alla sua band. In altre scene, ispirate ai vecchi film muti di inizio Novecento, Swift viene legata alle rotaie di una ferrovia da un buffo "cattivo" dei film. Si alternano scene di soprusi perpetrati in ambiente scolastico. Il video si conclude con una bambina vittima delle angherie delle coetanee che osserva l'esibizione della cantante e ne trae ispirazione.
Il video di "Mean" fu nominato agli MTV Video Music Awards 2011 nella categoria "miglior messaggio sociale" per il suo contenuto anti-bullismo. Il New York Times scrisse che la cantante è parte di «una nuova ondata di giovani cantanti (principalmente etero) autrici della colonna sonora di una generazione di fan omosessuali che vengono a patti con la loro identità in un'epoca di messaggi culturali turbolenti e confusi».

## Tracce
1. Mean – 3:58

## Formazione
Hanno partecipato alle registrazioni, secondo le note di copertina di Speak Now:
Musicisti
- Taylor Swift – voce, chitarra acustica, cori, battimani
- Nathan Chapman – chitarra acustica, chitarra elettrica, chitarra elettrica a dodici corde, banjo, mandolino, basso, Fender Rhodes, pianoforte, sintetizzatore, organo, programmazione, cori, battimani
- Bryan Sutton – chitarra acustica
- Grant Mickelson – chitarra elettrica
- Paul Sidoti – chitarra elettrica
- Mike Meadows – chitarra elettrica, battimani
- Smith Curry – lap steel guitar
- Rob Hajacos – fiddle
- Tim Marks – basso
- Tommy Sims – basso
- Amos Heller – basso
- Tim Lauer – pianoforte, organo B3
- Eric Darken – percussioni
- Al Wilson – percussioni, battimani
- Nick Buda – batteria
- Shannon Forrest – batteria
- John Gardner – batteria
- Caitlin Evanson – cori
- Liz Huett – cori

Produzione
- Nathan Chapman – produzione, ingegneria del suono aggiuntiva
- Taylor Swift – produzione, direzione artistica
- Chad Carlson – registrazione
- Justin Niebask – registrazione, missaggio
- Chuck Ainlay – registrazione
- Steve Marcantonio – registrazione
- Chad Carlson – registrazione aggiuntiva
- Todd Tidwell – registrazione aggiuntiva, assistenza tecnica
- Drew Bollman – registrazione aggiuntiva, assistenza tecnica, assistenza al missaggio
- Lowell Reynolds – registrazione aggiuntiva
- Jeremy Hunter – registrazione aggiuntiva
- Mark Petaccia – assistenza tecnica
- John Netti – assistenza tecnica
- David Bryant – assistenza tecnica
- Tristan Brock-Jones – assistenza tecnica
- Mike Rooney – assistenza tecnica
- Seth Morton – assistenza tecnica
- Jed Hackett – ingegneria del suono aggiuntiva
- Brian David Willis – ingegneria del suono aggiuntiva
- Joel Quillen – ingegneria del suono aggiuntiva
- Matt Rausch – assistenza al missaggio
- Steve Blackmon – assistenza al missaggio
- Hank Williams – mastering

## Classifiche
| Classifica (2010-23)  | Posizione massima |
| --------------------- | ----------------- |
| Australia             | 45                |
| Canada                | 10                |
| Filippine             | 10                |
| Singapore             | 27                |
| Stati Uniti           | 11                |
| Stati Uniti (country) | 2                 |

## Mean (Taylor's Version)
In seguito alla controversia con la sua precedente casa discografica e la vendita dei master delle pubblicazioni precedenti al suo contratto con la Republic Records, Swift ha cominciato a ri-registrare tutta la sua discografia dal 2006 al 2019, includendo anche brani non inclusi in alcun album in studio. Ogni reincisione presenta la dicitura Taylor's Version nel titolo, per distinguerla dall'incisione originale e quindi dal master non di proprietà della cantautrice.
Il 7 luglio 2023 Taylor Swift ha ripubblicato il brano sotto il nome Mean (Taylor's Version), incluso nell'album Speak Now (Taylor's Version).